# 연금술사 (소설)
연금술사(鍊金術師, 포르투갈어: O Alquimista)는 브라질의 작가 파울로 코엘료(Paulo Coelho, 1947년 ~ )가 쓴 소설로 1988년 출간되었다. 포르투갈어로 쓰였으며, 후에 56개의 언어로 번역되었다.

## 작가
파울로 코엘료는 브라질 태생의 소설가로 그 외 작품은 《승리는 혼자다》, 《베로니카 죽기로 결심하다》, 《흐르는 강물처럼》, 《브리다》 등이 있다.

## 줄거리
양치기인 스페인 청년 산티아고는 이집트 피라미드의 꿈을 연속해서 꾼다. 산티아고는 그 꿈이 예언적이라 믿고 그 꿈을 실현하기 위하여 긴 여행길에 오른다. 그 여정에서 산티아고는 집시 여인과 늙은 왕을 만나고, 도둑을 만나 빈털터리가 되기도 하고, 사랑하는 여인을 만나기도 하고, 사막에서 죽음의 문앞에 이르기도 하고, 현실에 안주하고 싶은 유혹에도 끌리지만, 보물을 계속 쫓아가라는 연금술사의 충고를 따라 마침내 '자신의 보물'을 찾게 되는데 보물이 있는 장소는 멀리 다른 곳에 있었던 것이 아니라 바로 자신이 머물렀던 장소였다.

## 반응/평판
이 소설은 전 세계적으로 많은 찬사를 받았으며 150여 나라에서 6500만 부 이상이 판매되었다. 2008년에 지난 5년간 가장 많이 팔린 스테디셀러 1위로 연금술사가 선정되었다.